# Río Napo
Pour les articles homonymes, voir Napo.
Le río Napo est une rivière de l'Équateur et du Pérou et un affluent de l'Amazone.

## Géographie
Il prend sa source sur les flancs des volcans Antisana, Sincholagua et Cotopaxi, en Équateur.
Depuis l'Amazone, le Napo est navigable, pour des embarcations dites « de rivière », jusqu'au confluent avec le río Curaray sur une distance de plus ou moins 350 km, et peut-être un peu plus loin ; mais au-delà, on peut sportivement continuer en canoë jusque Santa Rosa en Équateur. La rivière Coca, son affluent, peut être remontée jusqu'à l'endroit où elle est encaissée entre deux barrières rocheuses dans un canyon profond.
L'Équateur et le Pérou ont signé en juin 2006 un accord pour étudier la navigabilité du Napo sur une longueur de 800 kilomètres entre Puerto Francisco de Orellana, et le confluent avec l'Amazone. Cet accord bilatéral vise à faciliter les échanges commerciaux entre le nord du Brésil et le Pérou, l'Équateur et la Colombie.